# Eupithecia anguligera
Eupithecia anguligera là một loài bướm đêm trong họ Geometridae.